# Davide Pellegrino
Davide Pellegrino (Foggia, 24 gennaio 1994) è un pallavolista italiano, palleggiatore della Prisma Taranto.

## Carriera
Davide Pellegrino inizia a giocare a pallavolo nell'Avis Villa Igeo, prima di essere scoperto dalla Materdomini Volley di Castellana Grotte, che lo porta prima nel proprio settore giovanile e poi in prima squadra, con la quale coglie due promozioni consecutive da titolare, dalla B2 alla B1 fino alla Serie A2; nel 2011 entra anche nel gruppo della nazionale italiana pre-juniores allenata da Mario Barbiero. L'esordio nel massimo campionato italiano avviene nella Serie A1 2014-15 con la maglia della Top Volley di Latina.
Nella stagione 2015-16 è nuovamente in Serie A2 ingaggiato dalla Pallavolo Azzurra Alessano, così come nella stagione successiva quando gioca per il Junior Volley Civita Castellana.